# Sergio Parisse
Sergio Francesco Matteo Parisse (La Plata, 12 de setembro de 1983) é um jogador de rugby ítalo-argentino.
Nascido na Argentina filho de pais italianos, começou a carreira no Club Universitario de La Plata, de sua cidade-natal. Em 2001, quando ainda tinha somente 17 anos, foi jogar no Benetton Treviso, onde foi bicampeão italiano nas temporadas 2002/03 e 2003/04. No período, debutou pela Seleção Italiana, integrando-a já na Copa do Mundo de 2003. Em 2005, passou para o Stade Français, onde está até hoje.
Oitavo de grande jogo ofensivo, é um dos poucos forwards da atualidade com boa capacidade para executar precisos drop goals. Por muito tempo, ele, um dos numerosos argentinos que jogaram pelos Azzurri, foi inclusive talento solitário na seleção. É o capitão da Itália.